# Relaciones Colombia-Jamaica
Las relaciones Colombia-Jamaica son las relaciones diplomáticas entre la República de Colombia y Jamaica. Ambos gobiernos mantienen una relación amistosa desde el siglo XX, aunque la historia de las relaciones bilaterales se remonta al inicio de ambos estados.

## Historia
La relación puede datarse desde la época en que ambos países pertenecían al Imperio español y al Imperio británico respectivamente. En el año 1741 Edward Vernon zarpó desde Port Royal con destino a Cartagena de Indias, donde se dio el Sitio de Cartagena de Indias en el que las tropas británicas fueron derrotadas.
En el siglo XIX, durante la Guerra de Independencia de Colombia, Simón Bolívar se refugió en la isla, estadía durante la cual escribió la Carta de Jamaica que explicaba el fracaso que se había dado hasta el momento y llamaba a la continuación de la lucha independentista.
Ambos gobiernos establecieron relaciones diplomáticas en 1968.

## Frontera
La frontera entre Colombia y Jamaica es un límite internacional marítimo que discurre por en el mar Caribe, está definido por el tratado Sanín-Robertson, firmado el 12 de noviembre de 1993 en Kingston por los ministros de asuntos exteriores de ambos países, Noemí Sanín para Colombia y Paul Douglas Robertson para Jamaica, y aprobado por el Congreso de la República de Colombia 10 de diciembre de 1993 a través de la ley n.º 91.
La frontera entre ambos países está definida como la recta que va entre los puntos de coordenadas  y .
La frontera está demarcada por los puntos:

## Relaciones económicas
Colombia exportó productos por un valor de 102 784 miles de dólares, siendo los principales productos de petróleo, relacionados con la industria liviana y relacionados con la industria agropecuaria, mientras que jamaica exportó productos por un valor de 190 miles de dólares, siendo los principales papel y relacionados con la industria agroindustrial.

## Representación diplomática
- Colombia tiene una embajada en Kingston, así como un consulado en la misma ciudad.[1]
- Jamaica tiene una embajada en Bogotá, así como un consulado en San Andrés.[2]